# Tomasz Szczepański (lekarz)
Tomasz Szczepański (ur. 15 sierpnia 1969 w Zabrzu) – polski lekarz pediatra, onkolog i hematolog dziecięcy,  profesor,  doktor habilitowany nauk medycznych, rektor Śląskiego Uniwersytetu Medycznego w Katowicach.

## Życiorys
Uczęszczał do I Liceum Ogólnokształcącego w Zabrzu (obecnie im. prof. Zbigniewa Religii). Dyplom lekarski zdobył w 1994 roku na Śląskiej Akademii Medycznej. Posiada I i II stopień specjalizacji w zakresie pediatrii oraz specjalizację z onkologii i hematologii dziecięcej.
Stopień  doktora uzyskał w 1997 roku na podstawie rozprawy Immunofenotypizacja ostrych chorób limfo- i mieloproliferacyjnych u dzieci - możliwości monitorowania minimalnej  choroby resztkowej (promotorem doktoratu była prof. dr hab. n. med. Danuta Julianna Sońta-Jakimczyk). Habilitował się w 2005 roku na podstawie oceny dorobku naukowego i pracy pod tytułem Rearanżacje genów immunoglobulin i receptorów limfocytów T w ostrej białaczce limfoblastycznej z komórek prekursorowych limfocytów B u dzieci. W 2009 roku został mu nadany tytuł profesora nauk medycznych. W Śląskim Uniwersytecie Medycznym pracuje od 1994 roku, obecnie na stanowisku profesora badawczo-dydaktycznego i kierownika Katedry i Kliniki Pediatrii, Hematologii i Onkologii Dziecięcej.
W okresie od 1 października 2016 do 30 września 2020 roku pełnił funkcję prorektora ds. nauki i współpracy międzynarodowej Śląskiego Uniwersytetu Medycznego w Katowicach. W 2020 roku został wybrany na rektora w kadencji 2020-2024 tejże Uczelni. W 2024 roku został ponownie wybrany na rektora w kadencji 2024-2028.
W 1994 roku został zatrudniony w zabrzańskim Szpitalu Klinicznym Nr 1 im. prof. Stanisława Szyszko w Zabrzu, gdzie od 2009 kieruje Oddziałem Hematologii i Onkologii Dziecięcej.
Odbył szereg staży i wizyt zagranicznych, m.in. w 1994 roku na  Uniwersytecie w Göteborgu, w 1995 - 1996 na  Uniwersytecie Erazma w Rotterdamie, w 1997 - 1999 roku w Erasmus University Medical Center.
W 2010 roku został powołany przez Wojewodę Śląskiego na stanowisko konsultanta wojewódzkiego w dziedzinie Onkologii i hematologii dziecięcej.

## Działalność kliniczna i publikacyjna
Dorobek naukowy prof. Tomasza Szczepańskiego obejmuje ponad 300 publikacji w czasopismach polskich i międzynarodowych, w tym ponad 150 artykułów w recenzowanych czasopismach indeksowanych w bazie Medline. Łączny Impact Factor czasopism, w których ukazały się te publikacje, przekroczył 1120. Współczynnik Hirscha prof. Tomasza Szczepańskiego wynosi 45 (wg Web of Science Core Collection), a jego publikacje były cytowane ponad 8500 razy. Był promotorem 12 doktoratów.

## Najważniejsze osiągnięcia naukowe
- Badania nad rearanżacjami genów immunoglobulin i receptorów limfocyta T w ostrej białaczce limfoblastycznej (ALL) u dzieci[12].
- Badania nad biologią i optymalizacją leczenia ALL u niemowląt – główny badacz w Polsce badań INTERFANT’99 i INTERFANT’06[13].
- Badania nad nowoczesną cytometrią przepływową w szybkiej diagnostyce i monitorowaniu nowotworów układu krwiotwórczego – główny badacz w Polsce w ramach konsorcjum EuroFlow[14].
- Wprowadzenie nowoczesnej wielokolorowej cytometrii przepływowej do monitorowania leczenia ALL u dzieci[15].
- ERA-NET PRIOMEDCHILD: ocena skuteczności leczenia ostrej białaczki limfoblastycznej u dzieci poprzez monitorowanie minimalnej choroby resztkowej metodą 8-kolorowej cytometrii przepływowej[16].
- Personalizacja leczenia ostrej białaczki limfoblastycznej u dzieci w Polsce (akronim PersonALL)[17].
- Projekt Childhood ALL in Poland (CALL-POL): krajowa harmonizacja diagnostyki i leczenia ostrej białaczki limfoblastycznej u dzieci – główny badacz badania klinicznego AIEOP-BFM 2017 Poland[18].

## Patenty
Prof. Tomasz Szczepański jest współautorem patentów:
1. van Dongen J.J.M., Szczepański T.: Determining the replicative history of lymphocytes.(PCT/NL2006/000219), licencjonowany przez InVivoScribe, San Diego, CA WO2007123392.
2. van Dongen J.J.M., Orfao A., Flores-Montero J., Almeida J., van der Velden V.H.J., Böttcher S., Rawstron A.C., de Tute R.M., Lhermitte L., Asnafi V., Mejstríková E., Szczepański T., Lucio P., Marín Ayuso M., Pedreira C.E.: Methods, Reagents and Kits for Flow Cytometric Immunophenotyping. (PCT/NL2010/050332, 20120165213) licencjonowany przez Cytognos, Salamanca, ES oraz BD Biosciences, San Jose, CA WO2010140885.
3. van Dongen J.J.M., Orfao A., Flores Montero J.A., Almeida Parra J.M., van der Velden V.H.J., Böttcher S., Langerak A.W., Mejstrikova E., Szczepański T., Ritgen M., Monteiro da Silva Lucio P.J.: Methods for flow cytometric detection of minimal residual disease in leukemia and lymphoma. (PCT/NL2013/050420), licencjonowany przez Cytognos, Salamanca, ES WO2013187765.

## Wybrane oryginalne publikacje
Prof. Tomasz Szczepański jest autorem lub współautorem licznych publikacji w renomowanych czasopismach naukowych krajowych i zagranicznych. Poniżej przedstawiono wybrane prace:
1. Van Dongen JJM, Lhermitte L, Böttcher S, et al. EuroFlow antibody panels for standardized n-dimensional flow cytometric immunophenotyping of normal, reactive and malignant leukocytes. Leukemia. 2012;26:1908-1975[19].
2. Stutterheim J, van der Sluis IM, De Lorenzo P, et al. Clinical implications of minimal residual disease detection in infants with KMT2A-Rearranged acute lymphoblastic leukemia treated on the Interfant-06 Protocol. J.Clin.Oncol. 2021;36(6):652-662[20].
3. Campbell M, Kiss C, Zimmermann M, et al. Childhood acute lymphoblastic leukemia: results of the randomized acute lymphoblastic leukemia intercontinental-Berlin-Frankfurt-Munster 2009 trial. J.Clin.Oncol. 2023;41(19):3499-3511[21].
4. Pieters R, De Lorenzo P, Ancliffe P, et al. Outcome of infants younger than 1 year with acute lymphoblastic leukemia treated with the interfant-06 protocol: Results from an international phase III randomized study. J.Clin.Oncol. 2019;37(25):2246-2256[22].
5. Pieters R, Schrappe M, De Lorenzo P, et al. A treatment protocol for infants younger than 1 year with acute lymphoblastic leukaemia (Interfant-99): an observational study and a multicentre randomised tria. Lancet. 2007;370(9583):240-250[23].
6. Węcławek-Tompol J, Zakrzewska Z, Gryniewicz-Kwiatkowska O, et al. COVID-19 in pediatric cancer patients is associated with treatment interruptions but not with short-term mortality: a Polish national study. J.Hematol.Oncol. 2021;14(1):163[24].
7. Elitzur S, Vora A, Burkhardt B, et al. EBV-driven lymphoid neoplasms associated with pediatric ALL maintenance therapy. Blood. 2023;141(7):743-755[25].
8. Szczepański T, Van der Velden VHJ, Waanders E, et al. Late recurrence of childhood T-cell acute lymphoblastic leukemia frequently represents a second leukemia rather than a relapse: first evidence for genetic predisposition. J.Clin.Oncol. 2011;29(12):1643-1649[26].
9. Van Zelm MC, Szczepański T, Van der Burg M, Van Dongen JJM. Replication history of B lymphocytes reveals homeostatic proliferation and extensive antigen-induced B cell expansion. J.Exp.Med. 2007;204(3):645-655[27].
10. Theunissen P, Mejstrikova E, Sędek Ł, et al. Standardized flow cytometry for highly sensitive MRD measurements in B-cell acute lymphoblastic leukemia. Blood. 2017;129(3):347-357[28].

## Odznaczenia
W 2022 roku został odznaczony Krzyżem Kawalerskim Orderu Odrodzenia Polski. 
W 2023 roku otrzymał  Złotą Odznakę Honorową za zasługi dla Województwa Śląskiego.
W 2023 otrzymał Medal Polskiego Towarzystwa Hematologów i Transfuzjologów. W 2024 roku otrzymał wyróżnienie „Wawrzyn Lekarski” przyznane przez  Śląską Izbę Lekarską.